# ひみつスタジオ
『ひみつスタジオ』は、日本のロックバンド・スピッツの通算17作目のオリジナルアルバム。2023年5月17日にPolydor Recordsより発売。

## 概要
前作『見っけ』から約3年半ぶり、通算17作目となるオリジナル・アルバム。デラックスエディション（完全限定生産）、初回限定盤、通常盤、配信、アナログ、カセットテープの6形態にて展開。ジャケットのロボットは画家のjunaidaがデザインしたものを立体化したもので、技術者に扮した女性は井上希美。
アルバム前作から今作までに発売されたシングルのうち、「猫ちぐら」のみ未収録。
また、公式YouTubeチャンネルにて林響太朗が監督した「ときめきpart1」のミュージック・ビデオが本作の発売日に公開されたが、Blu-rayとDVDに同ミュージックビデオは収録されていない。一方で、UNIVERSAL MUSIC STORE限定のデラックスエディション盤に付属するBlu-rayとDVDには、収録曲にもなっているシングル「美しい鰭」のミュージックビデオを基に松居大悟が監督したショートムービー「烏滸がましい鰭」が収録されている。

## 収録内容

### DISC 1
全作詞・作曲：草野正宗 / プロデュース・編曲：スピッツ & 亀田誠治（特記除く）
1. i-O（修理のうた）
i-Oとはジャケットに写っているロボットのことで[31]、「アイ・オー」と呼んでいる[32]。
2024年、Amazonプライム・ビデオ『1122 いいふうふ』の主題歌に起用された[33]。
2. 跳べ
プロデュース・編曲：スピッツ
セルフプロデュース楽曲。
「紫の夜を越えて」と同じ時期にレコーディングされた[32]。
3. 大好物
配信のみの45thシングル。映画『劇場版「きのう何食べた?」』主題歌[34]。
4. 美しい鰭
先行シングルとなる46thシングル。劇場版『名探偵コナン 黒鉄の魚影』主題歌[35]。
2023年5月15日放送のTBS系列『CDTV ライブ!ライブ!』にて「ときめきpart1」とともに地上波で初披露された[36][37][38][39]。
5. さびしくなかった
クリント・イーストウッド監督の『ヒア アフター』に出て来るワンシーンをイメージして作曲した[32]。
6. オバケのロックバンド
メンバー全員がボーカルとして参加しており、一番のAメロを草野と﨑山、ニ番のAメロを田村と三輪、サビはメンバー全員、大サビは草野が歌唱している[32][40]。
7. 手鞠
アイデアは2019年の『見っけ』の時点で出ていた[32]。
8. 未来未来
ゲストボーカルとしてシンガーソングライターの朝倉さやが参加している[32][41][42][43]。
9. 紫の夜を越えて
44thシングル。TBS系列『NEWS23』エンディングテーマ[44]。
10. Sandie
2022年に行われたファンクラブツアーで先行披露されていた[32]。
11. ときめきpart1
映画『水は海に向かって流れる』主題歌[45]。映画公開直前の2023年6月7日に「主題歌スペシャルムービー」がYouTubeで公開された[46][47][48]。
2023年5月15日に放送の『CDTV ライブ!ライブ!』にて「美しい鰭」とともに地上波で初披露され[36][37][38][39]、同月19日放送のテレビ朝日系列『ミュージックステーション』でも単独で披露された[49][50][51]。
12. 讃歌
コーラスに佐々木詩織を起用している[32]。
13. めぐりめぐって
プロデュース・編曲：スピッツ
セルフプロデュースで、メンバー自身とファンやリスナーのことを歌った楽曲[40]。

### DISC 2
Spitzbergen 30th Anniversary Tour 「GO!GO!スカンジナビア vol.8」ぴあアリーナMM公演
（M1、4） 2022年11月10日
（2、3、5） 2022年11月12日
| #  | タイトル           | 作詞 | 作曲・編曲 |
| -- | ------------------ | ---- | ---------- |
| 1. | 「ありふれた人生」 |      |            |
| 2. | 「砂漠の花」       |      |            |
| 3. | 「スピカ」         |      |            |
| 4. | 「大好物」         |      |            |
| 5. | 「あかさたな」     |      |            |

### Blu-ray / DVD（デラックスエディション、初回限定盤）
1. 美しい鰭 (Music Video)
2. オバケのロックバンド (Music Video)
3. 讃歌 (Music Video)
4. 大好物 (Music Video)
5. 紫の夜を越えて (Music Video)
6. 烏滸がましい鰭 (Short Movie)
デラックスエディション（UNIVERSAL MUSIC STORE限定盤）のみ。監督は松居大悟、出演は上白石萌歌、嶋田鉄太、山崎将平、生越千晴、ふせえり[29][30]。

## 演奏
全曲（特記以外）
- 草野マサムネ:Vocals, Guitars, Hand Clap (#2)
- 三輪テツヤ:Guitar, Hand Clap (#2), Vocal (#6)
- 田村明浩:Bass Guitar, Hand Clap (#2), Vocal (#6)
- 﨑山龍男:Drums, Percussion (#9), Hand Clap (#2), Vocal (#6)

i-O（修理のうた）
- 斎藤有太:Hammond B-3

跳べ
- 豊田泰孝:Bell, Programming

大好物
- 皆川真人:Wurlitzer（英語版）

美しい鰭
- 山本拓夫:Saxophone
- 西村浩二:Trumpet

さびしくなかった
- 豊田泰孝:Glockenspiel, Programming

未来未来
- 朝倉さや:Chorus

Sandie
- 皆川真人:Acoustic Piano
- 西村浩二:Trumpet
- 菅家隆介:Trumpet

ときめきpart1
- 今野均:Violin

讃歌
- 佐々木詩織:Chorus

## ひみつストレンジャー
本アルバムの収録曲13曲全ての歌詞が物語になった歌画本『ひみつストレンジャー』が2023年5月17日に角川春樹事務所より刊行され、その原画を展示する「草野マサムネ×junaida ひみつストレンジャー展」が、2024年3月15日から4月21日にかけて行われる予定である。